# 桜の聖母学院小学校
桜の聖母学院小学校（さくらのせいぼがくいんしょうがっこう）は福島県福島市花園町にある私立小学校（共学校）。

## 概要
- 2008年に設置者「学法法人桜の聖母学院」が、福岡県北九州市に本部を置く学校法人明治学園と法人合併して学校法人コングレガシオン・ド・ノートルダムに組織変更。福島市花園町に、系列の幼稚園・短期大学、同市野田町に、系列の中学校・高等学校が存在する。幼稚園は男女共学であるが、中学校・高等学校は女子校である。

## 沿革
- 1946年 - 初等学校を開設。
- 1947年 - 小学校を開設。

## 進路概況
- 桜の聖母学院中学校（系列校）への進学者が多い。

## 著名な出身者
- 菅野恭子 - バスケットボール選手

## 交通
- JR東日本・阿武隈急行・福島交通福島駅東口から市内循環ももりんバス1コース・2コースで約15分
- 福島交通路線バス、市役所前バス停下車徒歩約1分